# Lempira (kacika)
Lempira (régi spanyol forrásokban: Elempira; 1497 körül – 1537 körül) a mai Honduras területére érkező spanyol hódítók ellen harcoló lenka őslakos katonai vezető, kacika volt. Életéről és haláláról kevés bizonyosat lehet tudni, de annyi bizonyos, hogy ma nemzeti hősként emlékeznek rá, és 1932 óta az ő nevét viseli Honduras pénzneme, a hondurasi lempira is.
Minden évben július 20-án tartják a Lempira Nemzeti Napja nevű ünnepnapot, amelynek során az iskolákban a vezér halálát bemutató drámákat adnak elő, illetve indián viseletbe öltözött lányok közül megválasztják a szépségkirálynőt.

## Élete
A cerquíni hegyekben nőtt fel, és már huszonéves korában megismerte a spanyol hódítókat, akik ellen rögtön felvette a küzdelmet, sőt, hamar harci vezetővé is vált. Az őslakosok a hegyvidékek magasabb részeibe húzódtak vissza családjaikkal és ellátmányaikkal: az ilyen hegyi bázisokat hívták a spanyolok peñoloknak. Lempira a cerquíni peñol vezetője volt. 1537 táján ő vezette a cerquíni felkelést, amely azonban spanyol győzelemmel és Lempira halálával végződött. A hódítók ezután végleg berendezkedtek a mai Honduras nyugati és középső vidékein. A kacika harcairól és életéről két írásos anyag maradt fenn, de az egyik csak egy irodalmias, kiszínezett mű (Antonio de Herrera y Tordesillas írta), a másik pedig egyik fő ellenségének, Rodrigo Ruiznak a tollából származik, így mindkettő kellő kritikával kezelendő.

### További részletek Antonio de Herrera y Tordesillas műve alapján
Antonio de Herrera y Tordesillas műve, az Historia general de los hechos de los Castellanos en las islas, tierra firme del Mar Océano, azaz „A spanyoloknak a tenger-óceán szigetein és szárazföldjén történt cselekedeteinek általános története” 1601 és 1615 között jelent meg Madridban, később a 19. századi guatemalai költő, José Milla y Vidaurre feldolgozta, az ő műve pedig mint történelmi valóság élt tovább sokak emlékezetében.
Ez a mű azt állítja, Lempira mintegy 200 falu népéből egy 30 000 fős sereget gyűjtött maga köré, szövetséget kötve más törzsekkel, köztük olyanokkal is, akik eddig az ellenségei voltak. Ez a sereg jól fel volt fegyverezve, és ellátmányokban is bővelkedett. Hat hónapnyi harc után végül a spanyolok árulással ölték meg Lempirát: rávették, hogy találkozzon Alonso de Cáceres két követével, akik még fehér zászlót is vittek magukkal békés szándékuk jeléül, ám kettejük közül a hátul lovagló ember egy szakállas puskával homlokon lőtte. A vezér lova a halottal a hátán elnyargalt, a holttest így soha sem került elő. A hatalmas sereg szétszóródott.

### További részletek Rodrigo Ruiz műve alapján

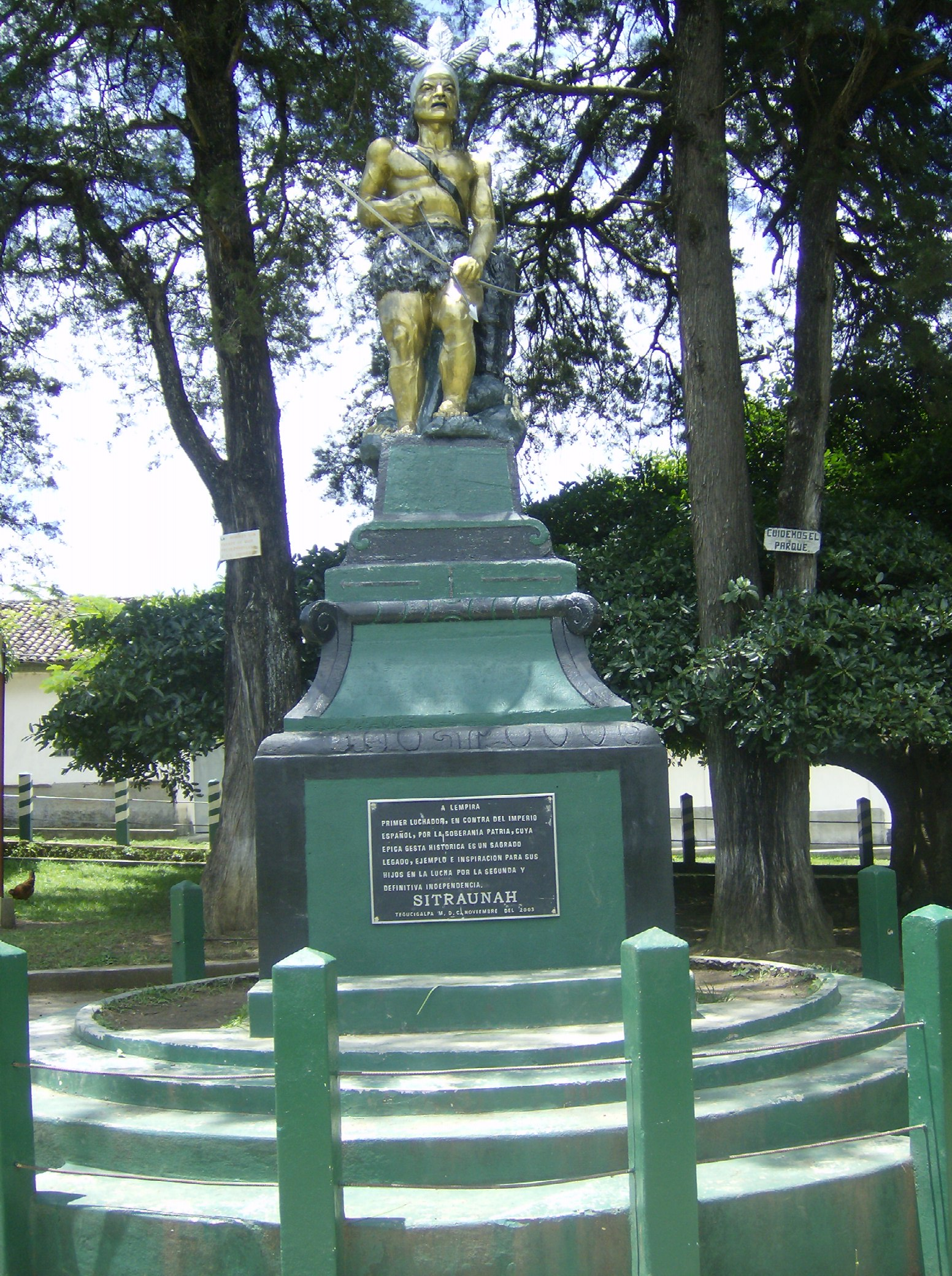
Lempira szobra Erandiquében

Ruiz 1558-ban számolt be tetteiről a mexikóvárosi audiencia előtt: ebben azt állítja, hogy szemtől szemben ő küzdött meg Lempirával, mindössze egy karddal és egy kis kerek pajzzsal felfegyverkezve, miközben az indián valamilyen, a konkvisztádoroktól zsákmányolt fegyverrel harcolt. A spanyol azt meséli, levágta ellenfele fejét, és trófeaként magával vitte: állítólag egyik kezében a fejet tartva másik kezével forgatta a kardot, amíg a többi őslakos - komoly sebeket is ejtve a spanyolon - rátámadt. Eszerint a változat szerint Lempira serege messze nem volt 30 000-es, mindössze 2000-en lehetettek.